# Free as a Bird
«Free as a Bird» (en español: «Libre como un pájaro») es una canción póstuma de la banda inglesa The Beatles. Salió a la venta como sencillo el 4 de diciembre de 1995, como parte de la promoción del lanzamiento del documental The Beatles Anthology y el disco compilatorio de la banda Anthology 1.
La canción fue escrita por John Lennon en 1977 y se grabó una versión poco desarrollada de la misma en aquel año. Paul McCartney pidió a Yoko Ono, la viuda de Lennon, material inédito de este y esta canción fue elegida, debido a que en ella los tres miembros del grupo restantes podrían participar, terminando los arreglos y escribiendo parte de la letra. Se pidió a Jeff Lynne, de la Electric Light Orchestra que fuera el coproductor de la grabación, ya que había trabajado con George Harrison en el supergrupo Traveling Wilburys.
El video musical de «Free as a Bird» fue producido por Vincent Joliet y dirigido por Joe Pytka (Space Jam) y muestra, desde la perspectiva de un pájaro volando, varias referencias a otras canciones de The Beatles, tales como "Strawberry Fields Forever," "Penny Lane", "Paperback Writer", "A Day in the Life", "Eleanor Rigby", "Helter Skelter", entre otras. La canción ganó en 1997 el Grammy por mejor interpretación vocal de un dúo o grupo con vocalista, dentro del género pop y fue su 34º sencillo en entrar en un Top ten en Estados Unidos. Fue su primer sencillo en volverse un éxito en la década de 1990, siendo el otro que logró la categoría "Real Love" en 1996. El grupo logró que por lo menos una de sus canciones ingresara en un Top 40 en cuatro décadas diferentes (1960, 1970, 1980 y 1990). Hay una distancia de 25 años entre la separación de The Beatles y la entrada de esta canción en las listas.

## Historia

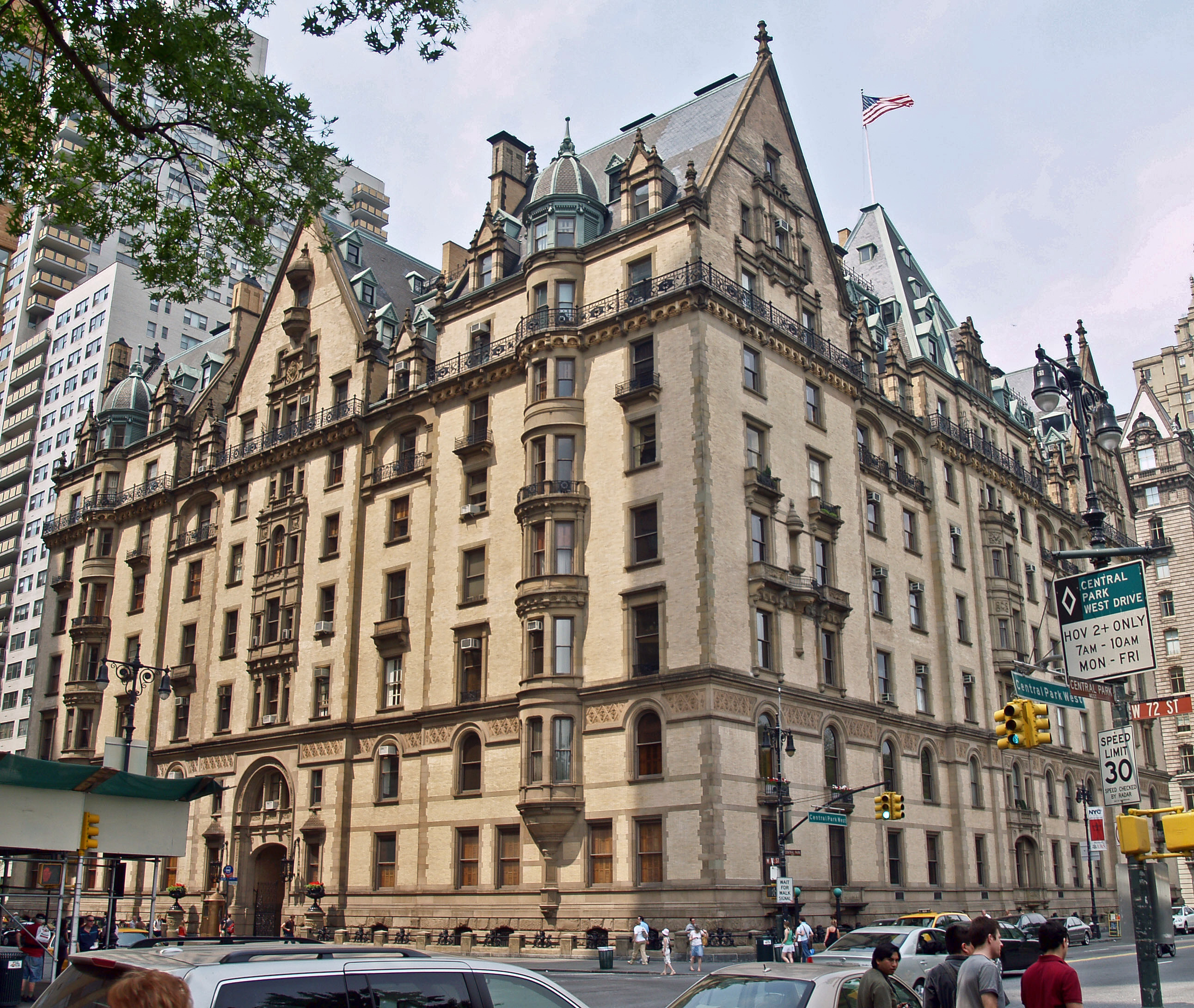
El edificio Dakota, donde Lennon vivió, compuso y grabó una demo de la canción en un casete.

McCartney, Harrison y Ringo Starr intentaron originalmente grabar música de fondo como trío para su proyecto Anthology, pero prefirieron grabar canciones totalmente nuevas. The Beatles siempre han coincidido en que si uno no estaba de acuerdo con algo, la idea sería rechazada, entonces su única posibilidad de reunirse como The Beatles era si Lennon podía estar en la grabación.
McCartney luego pidió a Ono si poseía grabaciones inéditas de su marido, a lo que contestó enviándole cuatro canciones en formato casete. Lennon grabó una versión incompleta de "Free as a Bird" en 1977 en el departamento que poseía junto con Ono en el edificio Dakota en la ciudad de Nueva York. El cantante empezaba la canción en el casete imitando el acento neoyorquino exclamando "Free as a boid (bird)" ("Libre como un pájaro"). Las otras canciones contenidas en el casete eran "Grow Old With Me", "Real Love" y "Now and Then". Ono ha dicho durante una entrevista que "[...] sólo usé esa ocasión para entregarle la grabación a Paul. Yo no quise separar a The Beatles, pero estuve en ese momento clave. [...] Ahora estoy en una posición digna de hacerlos juntarse otra vez y voy a aprovecharla. Es como si el destino mismo me la hubiera presentado".
En otra entrevista, McCartney ha afirmado que "Yoko dijo 'tengo un par de grabaciones que puedo darte, tal vez te interesen'. Nunca antes las había escuchado, pero ella explicó que eran conocidas entre los fans de Lennon como grabaciones no oficiales. Le dije 'No trates de ponernos muchas condiciones, es realmente difícil hacer esto, espiritualmente hablando. No sabemos, tal vez nos peleemos en el estudio y a las dos horas saldremos de allí, así que no nos pongas condiciones. Si no funciona, puede ser descartado'". McCartney se sorprendió bastante cuando halló que dichas grabaciones estaban a la venta en Internet. Starr ha confesado que se emocionó al escuchar el casete por primera vez.

### Grabación

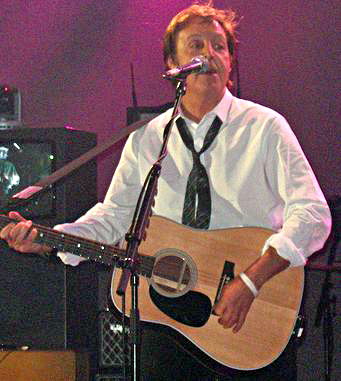
La grabación del sencillo se llevó a cabo, entre otros lugares, en el estudio de la casa de McCartney.

Los integrantes de The Beatles restantes decidieron que Lynne, quien había trabajado previamente con Harrison como parte de Traveling Wilburys sería el productor y no George Martin, el productor de una vasta parte del material de The Beatles, debido a sus problemas auditivos. McCartney dijo al respecto: "George no tomó parte en esto. [Él] no quiere producir debido a que su oído no es tan bueno como solía ser. Es un tipo muy sensato, me ha dicho: 'Mira, Paul, quisiera hacer un trabajo decente'. Si él no se siente apto para realizarlo no lo hará. Es muy honesto de su parte, en realidad otra gente hubiera tomado el dinero y huido".
La canción original, cantada por Lennon estaba en un casete, con el acompañamiento de piano y la voz en la misma cinta. Era imposible, entonces, separarlos, por lo que Lynne realizó su trabajo juntando la voz y el piano. Ha comentado posteriormente que era bueno para la integridad del proyecto, ya que Lennon no sólo cantaba algunos versos ocasionalmente, sino que además tocaba el acompañamiento de la canción. Starr afirmó que, como Lennon no había estado en el estudio durante la grabación, los tres miembros de The Beatles restantes acordaron que dirían que el músico "había ido a almorzar" o "a tomar el té". Finalmente, grabaron una canción en torno a la idea básica del cantante, que poseía pequeños espacios que ellos podían rellenar musicalmente. Algunos acordes fueron cambiados, y el arreglo se expandió para que incluya otras líneas cantadas por McCartney y Harrison, quien además tocó la guitarra empleando la técnica conocida como slide. Esta es la única canción en la que Lennon, McCartney y Harrison cantan diferentes letras en la misma canción, a excepción de "Christmas Time (Is Here Again)", en la que existen breves secciones donde cada miembro canta un segmento de la letra y "Shout" del álbum recopilatorio Anthology 1, donde se aprecian las voces de los cuatro integrantes del grupo cantando letras separadas.
Las grabaciones y la producción de The Beatles se hicieron entre febrero y marzo de 1994 en Sussex, Inglaterra y en el estudio de la casa de McCartney. El tema finaliza con una suave coda (una parte de una grabación incompleta de "This Boy") e incluye un segmento de ukelele, tocado por Harrison y la voz de Lennon usada del revés. El mensaje, cuando se lo reproduce a la inversa es "Turned out nice again" ("Salió bien otra vez"), el latiguillo de George Formby, Jr.. El resultado final suena como "Made by John Lennon" ("Hecho por John Lennon"), que, según McCartney, fue involuntario y sólo descubierto luego de que los Beatles restantes revisaran la versión final. Cuando Starr escuchó a McCartney y Harrison cantando el acompañamiento y luego cuando él terminó la canción, comentó que sonaba igual que The Beatles. Explicó esta frase diciendo que observaba el proyecto como "un espectador". Lynne esperaba que la canción, una vez finalizada, sonara como The Beatles; de hecho, esa era su premisa en el proyecto. Harrison añadió: "Sonará como The Beatles si ellos la grabaran... Suena como ellos ahora [en el presente]". McCartney, Harrison y Starr coincidieron en que la grabación de "Free as a Bird" fue más placentera para ellos que la de "Real Love" (la segunda canción elegida para el lanzamiento promocional de Anthology 1), ya que ésta estaba casi finalizada y había muy poco que agregar, por lo que se sentían simplemente acompañantes de Lennon.

### Estructura
La canción está en la tonalidad de la mayor, compás de 4/4 y tiene una estructura similar a "In My Life", con excepción de que aquí el cuarto acorde es menor. Su estructura está compuesta de una introducción, seis estrofas, un puente cantado por McCartney, un solo de guitarra interpretado por Harrison y una coda final.

## Video promocional

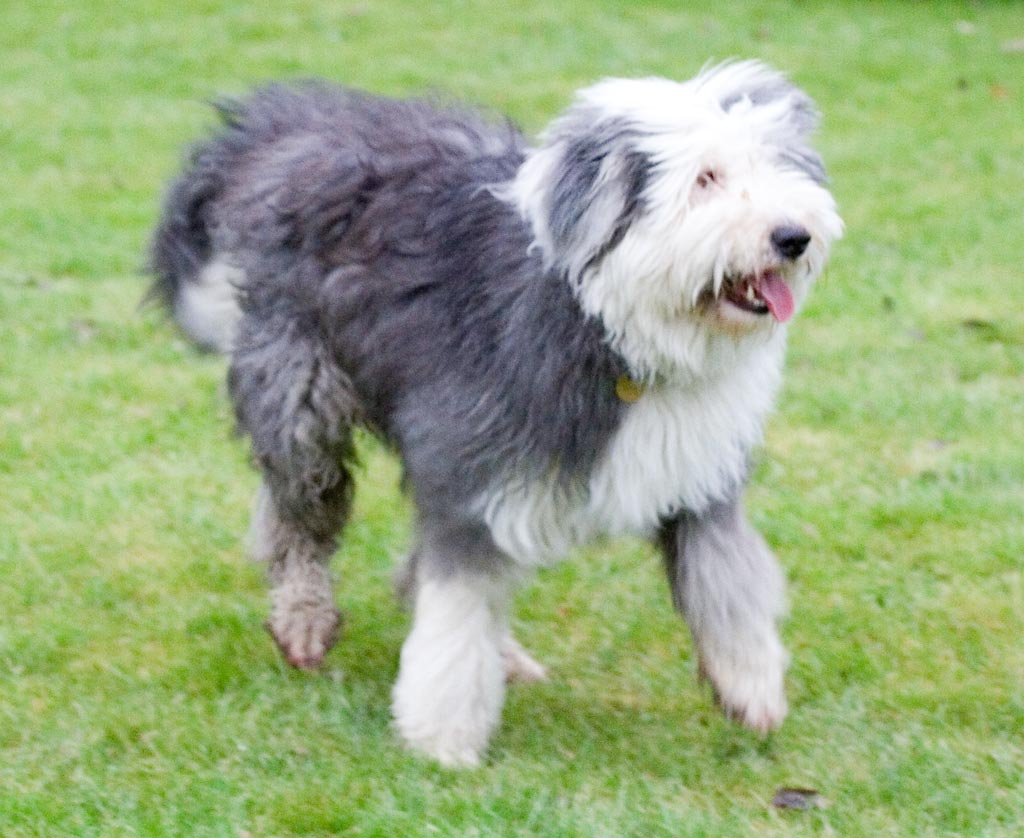
El bobtail de McCartney, así como el elefante, fueron incluidos en el video mediante la técnica conocida como croma.

El video promocional de "Free as a Bird" fue producido por Vincent Joliet y dirigido por Joe Pytka (Space Jam) y enseña, desde la perspectiva de un pájaro en pleno vuelo, varias referencias a otras canciones de The Beatles, tales como "Penny Lane", "Paperback Writer", "A Day in the Life", "Eleanor Rigby" y "Helter Skelter". Se ha estimado que en dicho video existen entre 80 y 100 alusiones a la historia, canciones y letras de The Beatles. Pese a que el aleteo del pájaro puede oírse al comienzo, nunca es visto a lo largo del video. Neil Aspinall (un ejecutivo de Apple Records en ese entonces) afirmó que eso se debe a que no pudieron llegar a un acuerdo sobre qué clase de ave debía ser. Pytka envió sus ideas a McCartney, Harrison y Ono para asegurarse de que todos ellos estuvieran de acuerdo antes de comenzar con la filmación del video. Derek Taylor (exejecutivo de Apple Records) envió una carta de dos páginas al director confirmándole que podía proceder y para hacerle saber personalmente que apoyaba su proyecto. El video ha sido filmado en tantos lugares existentes como fuera posible: el departamento artístico de Pytka hizo que Penny Lane sea similar a cómo se veía en la década de 1950. Otras localidades filmadas fueron The Liver Building y el puerto de Liverpool, en referencia al padre de Lennon, Alfred.
Pese a que Pytka fijó sus ideas en un guion gráfico, lo abandonó al comienzo de la filmación para seguir otras ideas, basadas en los ángulos y perspectivas que el estabilizador de cámara podía captar. Un episodio memorable ha sido la captura del choque entre autos, capturado finalmente de este modo. Se utilizó también imágenes pertenecientes a un archivo fotográfico, mediante la superposición con planos tomados por Pytka, quien además empleó la técnica conocida como croma para integrarlas al video. Ejemplos de esto son el bobtail de McCartney en el cementerio y el elefante en la escena del salón de baile. Se colocó dicho animal al final, cuando Aspinall llamó a Pytka y le comentó que a Starr le agradaba la escena, pero insistía en que apareciera un elefante, cosa que el director más tarde hizo. Además, añadió un sitar a petición de Harrison.
Harrison tocó el ukelele en el estudio el día que se llevó a cabo la grabación del tema, por lo que solicitó aparecer en el final del video haciendo esto. Pytka se opuso, ya que le parecía mal que uno de los restantes miembros de The Beatles apareciera en escena. Sin embargo, luego diría que fue "desgarrador" que Harrison no figurara allí, principalmente por su muerte en 2001 y por su descubrimiento de que la sección de ukelele no había sido extraída de una vieja canción, como creía al principio. Por último, el video ganó el Premio Grammy a mejor video musical en 1996.

## Lanzamiento y recepción de la crítica
La canción fue transmitida por primera vez en la BBC Radio 1 en las primeras horas del 20 de noviembre de 1995. Fue lanzado como sencillo en el Reino Unido el 4 de diciembre de ese mismo año, dos semanas después de su aparición como parte del álbum Anthology 1. Vendió 120000 copias en su primera semana, entrando a la UK Singles Chart en el segundo puesto. Sin embargo, la canción de Michael Jackson "Earth Song" lo destronaría más tarde. En total, permaneció en ocho semanas en las listas. En Estados Unidos alcanzó la sexta posición en el Billboard Hot 100, volviéndose entonces el 34º sencillo de la banda en ingresar en un top ten.
Fue esta la primera vez que un nuevo sencillo se lanzó bajo el nombre de The Beatles, desde "The Long and Winding Road" en Estados Unidos en 1970. El video promocional fue lanzado durante el primer episodio del documental The Beatles Anthology, transmitido por ITV en Gran Bretaña y ABC en Estados Unidos.
"Free as a Bird" recibió críticas mixtas. Fue duramente criticado por The Guardian, que afirmó que se trataba de un asunto meramente publicitario sobre The Beatles que se debía más a Lynne que a dicha banda. The Independent dijo que la canción "[era] decepcionantemente apagada [...] La guitarra de Harrison llora suavemente cuando es necesario, pero el efecto general es fúnebre". Chris Carter, el presentador de Breakfast with the Beatles, comentó: "Valoro cualquier canción (especialmente si es genial) interpretada por John, Paul, George y Ringo, sin importar cuándo y cómo fue grabada". En el año 1997, "Free as a Bird" ganó el Premio Grammy a mejor interpretación vocal de un dúo o grupo con vocalista.

## Personal
- John Lennon: voz principal y coros, piano (Steinway Grand).
- Paul McCartney: voz principal y coros, bajo (Wal Mk2 5-String Bass), guitarra acústica (Epiphone Texan) y piano (Steinway Grand).
- George Harrison: guitarra eléctrica (Fender Stratocaster American Special HSS), sintetizador (Moog IIIp.), ukelele, guitarra acústica (Gibson SJ-200) y coros.
- Ringo Starr: batería (Ludwig Drum Kit), pandereta y coros.

Músico adicional
- Jeff Lynne: guitarra eléctrica (Fender Stratocaster American Special HSS) y coros

## Lista de canciones
Aparte de editarse en disco sencillo de vinilo con «Christmas Time (Is Here Again)» ocupando la cara B del mismo, «Free as a Bird» también se publicó en disco compacto junto a tres versiones de temas inéditos en el doble recopilatorio Anthology 1.  
| Sencillo en CD | |          |  |
| N.º            | Título | Duración |  |
| 1.             | «Free as a Bird» (Composición original de John Lennon. Versión de los Beatles por John Lennon, Paul McCartney, George Harrison y Ringo Starr) | 4:26     |  |
| 2.             | «I Saw Her Standing There (Take 9)» (John Lennon y Paul McCartney)                                                                            | 2:51     |  |
| 3.             | «This Boy (Take 12 and 13)» (John Lennon y Paul McCartney)                                                                                    | 3:17     |  |
| 4.             | «Christmas Time (Is Here Again)» (John Lennon, Paul McCartney, George Harrison y Ringo Starr)                                                 | 3:03     |  |
| 13:37          | |          |  |

| Sencillo en CD promocional |                  |          |  |
| N.º                        | Título           | Duración |  |
| 1.                         | «Free as a Bird» |          |  |

### Contexto de las canciones
| Título                           | Anotación |
| -------------------------------- | --- |
| «Free as a Bird»                 | Demo inacabada de John Lennon grabada en Nueva York alrededor de 1977, y que fue completada por Paul McCartney, George Harrison y Ringo Starr en el condado de Sussex, Inglaterra, en febrero y marzo de 1994 |
| «I Saw Her Standing There»       | Presentación entera por primera vez de la toma 9 de «I Saw Her Standing There» grabada el 11 de febrero de 1963 en los EMI Studios de Londres, y que incluye el energético conteo de Paul McCartney del '1-2-3-4' añadido al máster definitivo de la toma 1 de la canción |
| «This Boy»                       | Tomas 12 y 13 incompletas de la canción grabadas el 17 de octubre de 1963 en los EMI Studios de Londres |
| «Christmas Time (Is Here Again)» | Presentación, por primera vez, de la grabación ininterrumpida de la canción, registrada el 28 de noviembre de 1967 en los EMI Studios de Londres, y que ya había sido publicada de forma entrecortada en un disco sencillo navideño editado solo para los miembros del Club Oficial de los Beatles en las Navidades de ese año. Cerca del final de la canción se sobrepuso unos saludos de la banda, grabados el 6 de diciembre de 1966, seguido al final del tema de una recitación de John Lennon |

## Posición en las listas
| "Free as a Bird" | "Free as a Bird"  | "Free as a Bird" | "Free as a Bird" |
| País             | Posición más alta | Semanas en lista |                  |
| Norteamérica     | Norteamérica      | Norteamérica     | Norteamérica     |
| ---------------- | ----------------- | ---------------- | ---------------- |
| Estados Unidos   | 6                 | 11               |                  |
| Europa           |                   |                  |                  |
| Reino Unido      | 2                 | 8                |                  |
| Suecia           | 8                 | 3                |                  |
| Finlandia        | 7                 | 5                |                  |
| Países Bajos     | 10                | 5                |                  |
| Noruega          | 15                | 4                |                  |
| Francia          | 23                | 5                |                  |
| Suiza            | 25                | 8                |                  |
| Austria          | 39                | 1                |                  |
| Asia y Pacífico  |                   |                  |                  |
| Australia        | 6                 | 4                |                  |
| Nueva Zelanda    | 26                | 2                |                  |